# Éditions Pierre Tisseyre
Pour les articles homonymes, voir Tisseyre.
Les Éditions Pierre Tisseyre (fondées en 1947 sous le nom Le Cercle du livre de France), forment l'une des plus anciennes maisons d'édition du Québec. Les Éditions Pierre Tisseyre publient aujourd'hui une quarantaine de titres par année, surtout dans le secteur pour la jeunesse. Son président actuel est Charles Tisseyre.

## Historique
En 1946, deux Américains, Horace Marston (1909-2010) et Charles Spilka fondent à New York le Cercle du livre de France, destiné principalement à fournir de la lecture dans leur langue aux épouses françaises des militaires américains récemment rentrés d'Europe, sous la formule du club de livres. Serge Brousseau est le directeur littéraire pour la première année, puis l'année suivante, Marston rencontre Pierre Tisseyre (1909-1995) et celui-ci devient le nouveau directeur littéraire, faisant le choix des livres à publier. 
Bientôt, Tisseyre s'entend avec ses patrons sur deux choses: devenir associé avec 10 % des actions, et pouvoir publier des livres canadiens. Les publications du Cercle se font simultanément à Montréal et à New York et consistent principalement en des rééditions d'œuvres françaises. En 1949 Tisseyre, qui est basé à Montréal, met sur pied le prix du Cercle du livre de France dans le but de découvrir et lancer des romanciers québécois. Ce prix sur manuscrit devient au cours des années 1950 la pièce maîtresse des éditions du Cercle du livre de France. Au cours des années 1947 à 1959, elles ont publié 51 romans d'auteurs québécois, soit 37 % du nombre total pour la période. Cependant 76 % des 226 titres publiés par le Cercle durant la même période étaient d'auteurs français, ce qui montre que la distribution de livres venant de France servait en partie à financer la production locale. Pierre Tisseyre établit une collaboration avec l'éditeur Robert Laffont, dont la maison publie en France de 1955 à 1966 une dizaine de romans du Cercle.
Le Cercle du livre de France devient progressivement une maison de littérature générale au cours des années 1950 et 1960, tout en continuant à faire connaître des romanciers québécois. En 1964, Horace Marston cède la branche américaine du Cercle à Hachette et vend la succursale canadienne à Pierre Tisseyre qui en devient l'unique propriétaire en 1967. Jusqu'en 1974 Tisseyre s'occupe des sélections mensuelles pour les deux clubs, mais la fin du contrat avec Hachette rend moins rentable le club canadien, qui cesse ses activités en 1983.
Au cours de la décennie 1970 le monde de l’édition au Canada et au Québec se transforme. L'éclat de l'entreprise est en baisse et celle du prix également. Au cours des années 1980, la maison qui s'appelle Éditions Pierre Tisseyre depuis 1975 s'oriente vers la littérature pour la jeunesse. Elle est alors sous la direction de François Tisseyre (1954-1993), puis de Charles Tisseyre (1949-), chacun fils de Pierre,.
Pierre Tisseyre est mort en 1995.

## Liste d'écrivains publiés par le Cercle du livre de France
- Hubert Aquin
- Gilles Archambault
- Gérard Bessette
- Eugène Cloutier
- Jean Filiatrault
- Roger Fournier
- Maurice Gagnon
- Louis Gauthier
- Diane Giguère
- Claude Jasmin
- André Langevin
- Jacques Languirand
- Françoise Loranger
- Louise Maheux-Forcier
- Claire Martin
- Alice Parizeau
- Jean-Marie Poirier
- Bertrand Vac
- Jean Vaillancourt[10]
- Michel Lavoie[11]

## Équipe de direction
- Charles Tisseyre : président directeur général